# ایسیانوو
ایسیانوو (به لاتین: Isyanovo) یک منطقهٔ مسکونی در روسیه است که در باشقیرستان واقع شده‌است.